# Khải Thái
Khải Thái (tiếng Trung: 凱泰; 1871 – 1900) là một hoàng thân của nhà Thanh trong lịch sử Trung Quốc, người thừa kế 1 trong 12 tước vị Thiết mạo tử vương.

## Cuộc đời
Khải Thái được sinh ra vào giờ Thân, ngày 8 tháng 7 (âm lịch) năm Đồng Trị thứ 10 (1871), trong gia tộc Ái Tân Giác La. Ông là con trai thứ hai của Trịnh Thuận Thân vương Khánh Chí, mẹ ông là Trắc Phúc tấn Giang thị (江氏). Năm Quang Tự thứ 4 (1878), tháng 7, phụ thân ông qua đời, ông được thế tập tước vị Trịnh Thân vương đời thứ 17. Năm thứ 15 (1889), tháng 5, ông được thưởng Tam nhãn Hoa linh. Năm thứ 18 (1892), tháng 7, nhậm Tổng tộc trưởng của Chính Hoàng kỳ. Năm thứ 20 (1894), tháng giêng, ông được thưởng mặc Hoàng mã khuê (黃馬袿). Năm thứ 22 (1896), ông thay quyền Đô thống Hán quân Tương Lam kỳ. Năm thứ 24 (1898), tháng 3, thụ chức Nội đại thần. Tháng 5 cùng năm, nhậm Đô thống Hán quân Chính Bạch kỳ. Năm thứ 26 (1900), tháng 4, lại nhậm Tra thành Đại thần (查城大臣). Cùng năm đó, ngày 8 tháng 8 (âm lịch), giờ Tuất, ông qua đời, thọ 30 tuổi, được truy thụy Trịnh Khác Thân vương (鄭恪親王).

## Gia quyến
- Đích Phúc tấn: Phú Sát thị (富察氏), con gái của Cố Luân Ngạch phò Cảnh Thọ (景壽).
- Con trai: Chiêu Hú (照煦; 1900 – 1950), mẹ là Đích Phúc tấn Phú Sát thị. Năm 1900 được thế tập tước vị Trịnh Thân vương. Có bốn con trai.